# Finnische Badmintonmeisterschaft 1969
Die Finnische Badmintonmeisterschaft 1969 fand in Helsinki statt. Es war die 15. Austragung der nationalen Titelkämpfe von Finnland im Badminton.

## Titelträger
| Disziplin    | Sieger                             |
| ------------ | ---------------------------------- |
| Herreneinzel | Mårten Segercrantz                 |
| Dameneinzel  | Wiola Renholm                      |
| Herrendoppel | Bengt Söderberg Mårten Segercrantz |
| Damendoppel  | Bodil Valtonen Ann-Louise Wiklund  |
| Mixed        | Eero Läikkö Wiola Renholm          |